# Акат (Древний Рим)
Ака́т (лат. acatium) — лёгкое античное судно, появившееся предположительно в Древней Греции и впоследствии использовавшееся в Древнем Риме (не следует путать с одноимённым судном Черноморского флота). Представляло собой разновидность монеры (униремы).

## Этимология
Считается, что название «акат» происходит от слова «акация», поскольку мачта корабля напоминала это дерево.

## Описание
Плиний Старший говорит об акате как о «судне с изогнутой кормой и носом, снабжённом тараном». Акаты могли быть двух видов: лёгкие, беспалубные, и более тяжёлые, с покрытием наподобие палубы. На обоих имелись вёсла и паруса. Главным вооружением был таран. Акаты были очень быстрыми и потому пользовались популярностью у пиратов. Те использовали в качестве основного оружия — использовать таран и утопить судно значило потерять добычу — подвешенное на мачте копьё длиной 22 локтя (около 11 м). Это копьё раскачивали и били им вражескую команду, а также могли пробивать лёгкие борта для того, чтобы поразить гребцов. Позднее копьё заменили бревном. Кроме наличия копья или бревна эти суда, судя по всему, от обычных монер (унирем) ничем не отличались.